# Colletes judaicus
Colletes judaicus is een vliesvleugelig insect uit de familie Colletidae. De wetenschappelijke naam van de soort is voor het eerst geldig gepubliceerd in 1955 door Noskiewicz.